# 伊姆霍特普山
伊姆霍特普山（英語：Mount Imhotep）是南極洲的山峰，位於帕默群島的布拉班特島南部，處於希波克拉底冰川源頭附近，由比利時探險隊繪入地圖，現時由南極條約體系管理。